# (17222) Perlmutter
(17222) Perlmutter (2000 CU44) – planetoida z pasa głównego asteroid okrążająca Słońce w ciągu 4,09 lat w średniej odległości 2,56 j.a. Odkryta 2 lutego 2000 roku.